# Belisario Suárez
Manuel Belisario Suárez y Vargas (Arica, Perú, 22 de septiembre de 1833-Lima, 19 de julio de 1910) fue un militar y político peruano.
"Corpulento y trigueño, de ojos claros y figura enérgica, usaba bigote corto y pera de candado, hablaba poco, lentamente y como escuchándose”, lo describe así Luis Alayza y Paz Soldán.
Fue elegido miembro del Congreso Constituyente de 1867 por la provincia de Jauja durante el gobierno de Mariano Ignacio Prado. Este congreso expidió la Constitución Política de 1867, la octava que rigió en el país, y que sólo tuvo una vigencia de cinco meses desde agosto de 1867 a enero de 1868 
Fue elegido diputado suplente por la provincia de Tarata en 1886 y reelecto en 1889. Cabe destacar, que el general Belisario Suárez fue a principios del siglo XX, alcalde de Miraflores.

## Guerra del Pacífico
Luego del Combate de Iquique, en donde se perdió el blindado “Independencia”, el Coronel Belisario Suárez, jefe de una división acantonada en Iquique, estuvo cerca de fusilar al segundo comandante de la fragata “Independencia”, capitán de fragata José Sánchez Lagomarsino, tan pronto llegó a Punta Gruesa. Posteriormente, según Guillermo Thorndike, el general EP Mariano Ignacio Prado, ordenó abrir juicio inmediato al capitán de navío+ AP Juan Guillermo Moore Ruiz, por la pérdida de la “Independencia”, en Punta Gruesa.
El inicio de la campaña terrestre contra Chile, lo encuentra en Iquique como Jefe de Estado Mayor del Ejército del Sur. El 2 de noviembre de 1879, recibió el telegrama transmitido desde Pisagua por el General de División EP Juan Buendía para que envíe a Pisagua a los Húsares y la División “Vanguardia”: había comenzado la invasión chilena a territorio peruano.
Suárez quedó en una encrucijada, pues el Supremo Director de la Guerra, General Mariano Ignacio Prado, había dictado órdenes precisas ante el desembarco y éstas eran concentrar las tropas aliadas y una vez elegido el terreno, lanzarlas a una sola batalla decisiva. Ahora, Buendía le pedía lo mejor de las tropas aliadas para un aislado contraataque. Ello dispersaría las tropas aliadas, contradiciendo las órdenes del Supremo Director de la Guerra, por lo que decidió consultarlo con el General Prado. Prado contestó al General Buendía que si no tenía la seguridad de sostener con éxito la posición, era mejor concentrar las fuerzas para dar una batalla final. Horas más tarde, el coronel Suárez, recibió en Iquique otro telegrama de Buendía:
ENEMIGO RECHAZADO
Antes del 2 de noviembre de 1879, el coronel Suárez, había explorado al sur de Iquique, haciendo una profunda incursión. Ahí comprendió que la invasión chilena, llegaría por mar, ya que Chile evitaría a sus batallones los sufrimientos de una caminata por el desierto hasta el Perú. En aquella exploración, tomó prisioneros, capturó armas y municiones y no perdió un solo hombre. Y también era Jefe de Estado Mayor del Ejército Aliado del Sur, cuando al final de aquel 2 de noviembre de 1879, Pisagua cambió de dueño y recibió la última comunicación del General de División Juan Buendía:
En la marcha por el temido Tamarugal hacia San Francisco, el Coronel Belisario Suárez, mandaba el Segundo Escalón, compuesto por la Primera División del Coronel Velarde y la División Villamil (boliviana), aparte de doce cañones con el Jefe de la Artillería, Castañón.
En esta travesía hacia San Francisco, el Coronel Belisario Suárez, atacó a la caballería chilena del Capitán Barahona, la misma que había “repasado” a los jinetes peruanos del Regimiento “Húsares de Junín” comandados por Sepúlveda y los había abandonado en el desierto para que sirvieran de alimento a los buitres; de este escuadrón de húsares peruanos, sólo quedó vivo pero herido gravemente, el soldado chinchano Tarsilio Ramírez.
Luego del revés de San Francisco, el Coronel Andrés A. Cáceres, le solicita al Coronel Belisario Suárez, que use la caballería para reunir a los dispersos, a lo que Suárez, responde: “…No puedo, los 262 jinetes y todos sus jefes abandonaron al ejército a su suerte. Se evaporó, lo mismo que la División “Vanguardia”, hasta el General Buendía ha desaparecido. Francamente inconcebible, señor Cáceres” (Guillermo Thorndike, “El Viaje de Prado” pág. 140).
Durante la batalla de San Francisco, la caballería peruana, al mando del Coronel Ramírez, había picado espuelas rumbo a Arica y los cerca de cuatro mil bolivianos, del “Olañeta” y del “Illimani”, encuadrados en el Ejército Aliado del Sur, habían abandonado el campo de batalla de regreso a Oruro (Bolivia), “dejando en la pampa regados fornituras, municiones y buenos rémington” (Guillermo Thorndike, “El Viaje de Prado”). El ejército del díscolo Presidente de la República de Bolivia, Hilarión Daza, ni siquiera acudió a la cita de San Francisco.
Por segunda vez, desde que comenzó la invasión chilena a territorio peruano hasta la Batalla de San Francisco, el Coronel Belisario Suárez, quedaba al mando del Ejército del Sur, a falta del General Juan Buendía. Guillermo Thorndike en “El Viaje de Prado”, nos cuenta:
“… (Suárez) Convocó a una junta de guerra mientras se hundía el sol. El coronel Velarde ha desaparecido pero sus batallones se reagrupaban bajo el mando del coronel Alejandro Herrera…”.
“Los coroneles Bolognesi, Fajardo, Cáceres, Herrera, Ferrando, Dávila y Castañón forman un círculo a la intemperie…”
“No veo otra solución que retirarnos a Arica, opina Bolognesi”.
El 27 de noviembre de 1879, en la Batalla de Tarapacá, el entonces Jefe del Estado Mayor General del Ejército del Sur, Coronel Belisario Suárez, hizo imponer su autoridad y, sus coherentes órdenes contra las contradictorias órdenes del General Juan Buendía, para organizar el fulminante contraataque peruano, que el guardia civil Mariano de los Santos cumple cabalmente hasta arrebatar a un chileno, el estandarte que era el orgullo de los zuavos.
Luego de la Batalla de Tarapacá y del arribo a la ciudad de Arica, del harapiento Ejército del Sur, el Almirante Lizardo Montero Rosas, Jefe Político Militar del Sur, destituyó al Coronel Belisario Suárez sustituyéndolo por el Coronel José de la Torre, haciendo lo mismo con el General Juan Buendía y poniéndolo bajo arresto.
A pesar de haber sido destituido y de estar sometido a juicio el Coronel Belisario Suárez, por el revés de San Francisco, el Almirante Lizardo Montero Rosas, a la sazón Comandante Supremo del Primer Ejército del Sur, tuvo algunas deferencias para con él y le dio el mando de la Tercera División del Primer Ejército Peruano del Sur.
En la Batalla del Alto de la Alianza en Tacna, fue herido en una pierna y su cabalgadura muerta. Se perdió esta batalla no por falta de valor de las tropas peruanas, sino por el abrumador número de las tropas chilenas de infantería, caballería y superior artillería, quedando para los chilenos, libre el camino hacia Arica, Arequipa y Lima.
Lo peor de la derrota, es que mientras en Arequipa permanecía inmovilizado el Segundo Ejército del Sur, al mando del coronel Segundo Leiva, en Lima, el Dictador Nicolás de Piérola, se rebanaba los sesos, creando la “Legión del Mérito” para abrir el “Gran Libro de la República.” En dicho libro, se escribiría la historia del Perú.
Desagradábale el tema de la batalla de Dolores. Ahí habíase encontrado al frente del enemigo mandando tropas en las que reinaban la emulación y la anarquía, y viose abandonado por propios y extraños, pues el grueso de las fuerzas bolivianas, mandadas por el propio Presidente de la República, General Daza, abandonó una madrugada el campo, mientras los jefes peruanos luchaban entre sí o contra su jefe, con el enemigo al frente.
En cambio, de la batalla de Tarapacá hablaba con entusiasmo. Nos encontrábamos en la ratonera, decía, cuando tuvimos noticias de la aproximación de los chilenos. Los soldados estaban deshechos por las marchas en el desierto, bajo un sol terrible en el día y una niebla glacial en las noches; sin alimentos ni agua. Después del revés de Dolores nos preparábamos para marchar a Arica, donde mi gente repararía sus fuerzas.
Tarapacá, está al fondo de una quebrada con flancos difíciles de trepar, casi inaccesibles, y el ejército chileno venía del norte por las alturas. Entonces comprendieron que sólo la audacia podía salvarlos, y decidieron de atacados convertirse en atacantes. El coronel EP Andrés Avelino Cáceres, escalando los cerros y batiendo en pocas horas al enemigo, tomando prisioneros, cañones y estandartes, y abriendo al coronel Belisario Suárez el camino para marchar a Arica en busca de alimento y municiones. No se quejaba de la mala fortuna que le perseguía. Por última vez la suerte fuérales adversa en las batallas de San Juan y Miraflores, donde, víctima de las órdenes equivocadas del comando y mártir de la disciplina militar, pagaría culpas ajenas.
Sus restos reposan en la Cripta de los Héroes en el cementerio Presbítero Maestro en Lima.